# 알베르 마르케
알베르 마르케(Albert Marquet, 1875년 ~ 1947년)는 프랑스의 화가이다. 프랑스의 화가. 초기 작품은 선명하고 강렬한 색채의 대비와 대담한 묘사로 야수주의의 성향을 보였으나 점차 색채의 조화를 중시하는 온화한 화풍으로 변모했다. 색과 빛에 대한 뛰어난 감각을 지녔으며 강과 바다, 항구와 범선이 있는 풍경은 그의 작품의 가장 중요한 주제이다.

## 생애
알베르 마르케는 1875년 보르도에서 출생하였다. 처음 장식화가를 지망하였으나 22세 때 마티스와 더불어 모로의 문하생이 되었다. 마티스와는 절친하였고 같은 아틀리에에서 1900년의 만국박람회의 장식화를 공동 제작한다든지 또는 같은 전람회에 각자의 작품을 출품하면서 그림을 연마하였다. 그러나 성격적으로 볼 때 마티스를 양(陽)이라고 한다면 마르케는 음(陰)이라 할 만큼 달랐다고 한다.
마르케는 일찍부터 바다나 항구와 같은 해변의 풍경화를 그렸고, 이러한 기호는 늙어갈수록 화면에 인적이 없는 고요한 취향을 가미하여 그 제작을 일관하였다. 같은 모티프의 풍경화에도 뒤피의 경우에는 축제의 광경, 그 생생한 환희의 표현에 특색이 있으나 마르케가 노리는 것은 대범한 색면 구성 즉 넓고 넓은 하늘의, 언덕의, 모래 형태의 이조(移調)에 중점을 두고 있다.
마르케는 격렬한 색채에 의한 포브의 화가가 아니고, 그 색조의 대담함에 의해 포비스트라 말하는 견해도 있다. 확실히 단조로운 색채로 덮인 그의 화면은 때때로 중후한 이면의 뉘앙스가 노출되어 몽롱한 애수마저 풍기고 있다. 포비슴 운동 이후의 그는 구성을 더욱 순화하여 견고하고 평형감이 넘치는 작품을 만들었다. 마르케는 현대 회화에 유니크한 지위를 차지하는 풍경화가로 기억되는 화가일 것이다.